# Carlos Filipe Ximenes Belo
Carlos Filipe Ximenes Belo SDB (1948. február 3. –) kelet-timori Dili egyházmegye megyéspüspöke, aki 1996-ban José Ramos-Horta kelet-timori elnökkel együtt elnyerte a Nobel-békedíjat, „a kelet-timori konfliktus igazságos és békés megoldásáért” folytatott tevékenységéért.

## Gyermekkora és vallási elhívatása
Carlos Filipe Ximenes Belo Domingos Vaz Filipe és Ermelinda Baptista Filipe ötödik gyermekeként született Wailakama faluban, a Kelet-Timor északi partvidékén fekvő Vemasse közelében. Apja, egy általános iskola tanára, két évvel később meghalt. Iskolás éveit Baucau és Ossu katolikus iskoláiban töltötte, majd a Dili egyházmegyén kívüli Dare-i kisszemináriumba jelentkezett, ahol 1968-ban szerzett diplomát. 1969-től 1981-ig - egy Kelet-Timorban és Makaóban töltött gyakorlati képzés kivételével (1974-1976) - Portugáliában és Rómában élt, ahol a Szalézi Társaság tagja lett, s ahol filozófiát és teológiát tanult, majd 1980-ban pappá szentelték.
Kelet-Timorba 1981 júliusában tért vissza, ahol a fatumacai szalézi egyetemen tanított 20 hónapig, majd két hónapig az intézmény igazgatója lett.

## Pásztori és prófétai vezetése
1983-ban, Martinho da Costa Lopes lemondásakor Carlos Filipe Ximenes Belot nevezték ki Dili egyházmegyéjének apostoli kormányzójává, és ezzel a kelet-timori egyház fejévé vált, aki közvetlenül a pápának volt felelős. 1988-ban szentelték címzetes püspökké.
Belo atya, állítólagos engedékenysége miatt a Vatikán jakartai pro-nunciusának és az indonéz vezetőknek a választása volt, azonban a timori papok nem akarták őt, és beiktatására sem mentek el. Az elvárások ellenére azonban hivatalának már ötödik hónapjában a dilii katedrálisban elmondott szentbeszédjében hevesen tiltakozott a Kraras-i mészárlás (1983) brutalitásai ellen, és elítélte az indonéz letartóztatásokat. Az egyház volt az egyetlen intézmény, amely tudott a külvilággal kommunikálni, emiatt az új apostoli adminisztrátor elkezdett leveleket írni és külföldi kapcsolatokat kiépíteni az indonéz ellenzék miatti elszigeteltség és a világ közömbössége ellenére.
1989 februárjában levelet írt a portugál köztársasági elnöknek, a pápának és az ENSZ főtitkárnak egy az ENSZ által felügyelt, Kelet-Timor jövőjéről szóló népszavazás végett, valamint nemzetközi segítséget kért a kelet-timoriak számára, akik „haldokolnak mint nép, és mint nemzet”, azonban, amikor áprilisban az ENSZ levél nyilvánosság elé került, még inkább az indonéz célpontba került. Bizonytalan helyzete tovább fokozódott, amikor Belo püspök – mint már számos alkalommal - menedéket adott saját otthonában azoknak a fiataloknak, akik megmenekültek a Santa Cruz-i mészárlástól (1991), és azon igyekezett, hogy feltárja a megölt áldozatok számát.
Belo püspök bátran dolgozott a kelet-timoriakért. A béke és a kiengesztelődés érdekében tett törekvéseit nemzetközileg is elismerték, amikor 1996 decemberében José Ramos Hortával együtt megkapta a Nobel-békedíjat. Belo püspök kihasználva a megtiszteltetést, találkozott Bill Clintonnal, az Amerikai Egyesült Államok, és Nelson Mandelával, a Dél-afrikai Köztársaság akkori elnökével. Belot a John Humphrey Szabadság-díjjal is kitüntették.

## Lemondása és új lelkipásztori aktivitása
Kelet-Timor 2002-es függetlenségének elnyerése után az események nyomása és a folyamatos stressz már nyomokat hagyott Belo püspök egészségi állapotán. Emiatt lemondott az apostoli adminisztrátori székről, amit II. János Pál pápa 2002. november 26-án elfogadott.
Belo püspök lemondását követően Portugáliába utazott gyógykezelésre. 2004 elején ismételten visszahívták Kelet-Timorba, hogy induljon az elnöki székért. Azonban 2004 májusában azt nyilatkozta a portugál állami televíziónak (RTP), hogy nem engedi meg, hogy a nevét a jelöltek közé tegyék. „Úgy döntöttem, hogy a politikusokra hagyom a politikát.” – mondta. Egy hónappal később, 2004. június 7-én, Pascuál Chavez, a Szalézi Társaság rendfőnöke azt jelentette be Rómában, hogy Belo püspök meggyógyult, és egy új megbízatást fogadott el. A Szentszékkel megállapodva Mozambikba megy misszionálni, és a szalézi rend tagjaként fog élni az országban.

Egy június 8-ai nyilatkozatban Belo püspök kifejtette: „Miután 2003-ban és 2004-ben kétszer is találkoztam őeminenciájával, a Népek Evangelizációjának Kongregációja prefektusával, felajánlottam magam, hogy Isten Országát szolgálom a missziókban, Kelet-Timoron kívül, Mozambikban, pontosabban Maputo egyházmegyében. Ifjú éveim alatt mindig arról álmodtam, hogy misszionálni megyek. A Diliben töltött 19 éves püspöki szolgálatom alatt (1983-2002) is a missziók és a misszionáriusok szüksége volt az egyike azon témáknak, amelyeket a legtöbbször mondtam el. Most jött el az az idő, amikor megvalósíthatom azt, amit Kelet-Timor keresztényeinek akkor mondtam.”
2004 júliusában Belo püspök elkezdte a missziós munkát Maputóban, Mozambik fővárosában.

## Fordítás
- Ez a szócikk részben vagy egészben a Carlos Filipe Ximenes Belo című angol Wikipédia-szócikk ezen változatának fordításán alapul.  Az eredeti cikk szerkesztőit annak laptörténete sorolja fel. Ez a jelzés csupán a megfogalmazás eredetét és a szerzői jogokat jelzi, nem szolgál a cikkben szereplő információk forrásmegjelöléseként.